# 梅川市場駅
梅川市場駅（メチョンシジャンえき）は、大韓民国大邱広域市北区にある大邱交通公社（DTRO）3号線の駅である。駅番号は320。

## 駅構造
相対式ホーム2面2線の高架駅。
のりば
※のりば番号の設定は無し。
| 上り | ●大邱都市鉄道3号線 | 梅川・太田・漆谷慶大病院方面 |
| 下り | ●大邱都市鉄道3号線 | 八達・工団・龍池方面         |

## 駅周辺
- 大邱農水産物卸売市場
- 梅川水産市場
- 大邱関門初等学校
- 梅川橋

## 歴史
- 2015年4月23日: 3号線の開業とともに開業。

## 隣の駅
大邱交通公社
●3号線
梅川駅 (319) - 梅川市場駅 (320) - 八達駅 (321)

## 関連項 目
- 韓国の鉄道駅一覧